# Dordura aliena
Dordura aliena  là một loài bướm đêm thuộc họ Noctuidae. Nó được tìm thấy ở the Indian subregion, Myanmar, Thái Lan, bán đảo Mã Lai, Sumatra, Borneo và New Guinea.